# Sabathu
Sabathu is een kantonnement in het district Solan van de Indiase staat Himachal Pradesh. 

## Demografie
Volgens de Indiase volkstelling van 2001 wonen er 5.720 mensen in Sabathu, waarvan 67% mannelijk en 33% vrouwelijk is. De plaats heeft een alfabetiseringsgraad van 86%. 